# Samuel Filler
Samuel A. Filler (fl. XX secolo) è stato un lottatore statunitense.

## Carriera
Partecipò alle gare di lotta dei pesi welter ai Giochi olimpici di Saint Louis 1904, dove fu sconfitto al primo turno da Bill Beckman.